# Сен-Мар (Эна)
Сен-Мар (фр. Saint-Mard) — коммуна во Франции, находится в регионе Пикардия. Департамент коммуны — Эна. Входит в состав кантона Фер-ан-Тарденуа. Округ коммуны — Суасон.
Код INSEE коммуны — 02682.

## Население
Население коммуны на 2010 год составляло 118 человек.
| 1962 | 1968 | 1975 | 1982 | 1990 | 1999 | 2010 |
| ---- | ---- | ---- | ---- | ---- | ---- | ---- |
| 111  | 123  | 104  | 81   | 87   | 113  | 118  |

## Экономика
В 2010 году среди 76 человек трудоспособного возраста (15—64 лет) 58 были экономически активными, 18 — неактивными (показатель активности — 76,3 %, в 1999 году было 61,6 %). Из 58 активных жителей работали 51 человек (29 мужчин и 22 женщины), безработных было 7 (4 мужчины и 3 женщины). Среди 18 неактивных 3 человека были учениками или студентами, 9 — пенсионерами, 6 были неактивными по другим причинам.